# Приорільська сільська рада
Приор́ільська сільська рада — колишній орган місцевого самоврядування в Магдалинівському районі Дніпропетровської області. Адміністративний центр — селище Приорільське.

## Загальні відомості
- Населення ради: 1 182 особи (станом на 2001 рік)

## Населені пункти
Сільській раді підпорядковані населені пункти:
- с-ще Приорільське
- с. Гавришівка
- с. Зоряне

## Склад ради
Рада складається з 16 депутатів та голови.
- Голова ради: Ерстенюк Мирон Іванович
- Секретар ради: Неподбереза Алла Борисівна

### Керівний склад попередніх скликань
| Прізвище, ім'я, по батькові | Основні відомості                                                                                  | Дата обрання | Дата звільнення |
| --------------------------- | -------------------------------------------------------------------------------------------------- | ------------ | --------------- |
| Ерстенюк Мирон Іванович     | Сільський голова, 1952 року народження, освіта вища, член Всеукраїнського об'єднання «Батьківщина» | 26.03.2006   | 31.10.2010      |
| Ерстенюк Мирон Іванович     | Сільський голова, 1952 року народження, освіта вища, член Партії регіонів                          | 31.10.2010   |                 |

Примітка: таблиця складена за даними сайту Верховної Ради України

### Депутати
За результатами місцевих виборів 2010 року депутатами ради стали:

#### За суб'єктами висування
| Суб'єкт висування           | Кількість обраних депутатів | %    |
| --------------------------- | --------------------------- | ---- |
| Партія регіонів             | 10                          | 62,5 |
| Народна партія              | 3                           | 18,8 |
| Комуністична партія України | 2                           | 12,5 |
| Самовисування               | 1                           | 6,3  |

#### За округами
| № округу                    | Прізвище, ім'я, по батькові     | Дата визнання обраним | Освіта  | Партійна приналежність            | Відомості про обраного депутата                                           |
| --------------------------- | ------------------------------- | --------------------- | ------- | --------------------------------- | ------------------------------------------------------------------------- |
| Комуністична партія України |                                 |                       |         |                                   |                                                                           |
| 8                           | Лаврик Людмила Анатоліївна      | 05.11.2010            | вища    | член Комуністичної партії України | Приорільська сільська рада, головний бухгалтер                            |
| 9                           | Хома Ріта Віталіївна            | 05.11.2010            | вища    | член Комуністичної партії України | Приорільська дільнична лікарня, медична сестра                            |
| Народна Партія              |                                 |                       |         |                                   |                                                                           |
| 6                           | Карнаух Валентина Іванівна      | 05.11.2010            | вища    | член Народної партії              | Приорільська дільнична лікарня, старша медична сестра                     |
| 7                           | Неподбереза Алла Борисівна      | 05.11.2010            | вища    | член Народної партії              | Приорільська сільська рада, секретар                                      |
| 10                          | Чуб Зінаїда Петрівна            | 05.11.2010            | вища    | член Народної партії              | Приорільський дошкільний навчальний заклад, завідувачка                   |
| Партія регіонів             |                                 |                       |         |                                   |                                                                           |
| 1                           | Суржко Олег Андрійович          | 05.11.2010            | вища    | член Партії регіонів              | Приорільська загальноосвітня школа, вчитель                               |
| 2                           | Олійник Оксана Миколаївна       | 09.01.2011            | середня | член Партії регіонів              | тимчасово не працює                                                       |
| 3                           | Куриленко Надія Байдимирівна    | 05.11.2010            | вища    | член Партії регіонів              | Приорільська сільська рада, бухгалтер                                     |
| 4                           | Московець Інна Вікторівна       | 05.11.2010            | середня | член Партії регіонів              | ПП «Латишева», помічник керівника                                         |
| 5                           | Ерстенюк Тарас Миронович        | 05.11.2010            | вища    | член Партії регіонів              | Приорільська загальноосвітня школа, вчитель                               |
| 11                          | Дяченко Валерій Іванович        | 05.11.2010            | вища    | член Партії регіонів              | Приорільська виробниче управління підземного зберігання газу, водій       |
| 12                          | Третяк Лілія Олександрівна      | 05.11.2010            | середня | член Партії регіонів              | ПП «Латишева», продавець                                                  |
| 14                          | Козачок Тетяна Володимирівна    | 05.11.2010            | вища    | член Партії регіонів              | Приорільська сільська рада, землевпорядник                                |
| 15                          | Петулько Олександр Григорович   | 05.11.2010            | вища    | член Партії регіонів              | Приорільська дільнична лікарня, лікар-терапевт                            |
| 16                          | Вилко Георгій Федорович         | 05.11.2010            | середня | член Партії регіонів              | Магдалинівська загальноосвітня школа, водій                               |
| Самовисування               |                                 |                       |         |                                   |                                                                           |
| 13                          | Рекунович Олександр Віталійович | 05.11.2010            | вища    | позапартійний                     | Приорільське виробниче управління підземного зберігання газу, майстер КРС |